# Acèle
Le terme acèle, acœle, platicœle ou platicèle qualifie une vertèbre dont les deux faces (crâniale et caudale) du corps vertébral sont biplanes et donc parallèles entre elles. Ces vertèbres sont caractéristiques des mammifères.